# Locomotion (computerspel)
Locomotion is een computerspel dat geprogrammeerd is door Chris Sawyer, als opvolger op Transport Tycoon.
Het doel van het spel is het oprichten van een transportbedrijf, met treinen, trams, bussen, schepen en vliegtuigen, en beter te worden dan je tegenstanders. Je speelt in de wereld van 1900 tot 2100 in meer dan 40 vooraf gemaakte scenario's, waarvan vele gebaseerd zijn op echte landschappen, zoals Groot-Brittannië en de VS. Je hebt echter ook de mogelijkheid in zelfgemaakte scenario's te spelen, door middel van een geïntegreerde scenariomaker.
Het spel is geprogrammeerd door de ontwikkelaar van RollerCoaster Tycoon, waardoor de interface zeer gelijkaardig is. Zo speelt het spel zich af in een 2D-isometrisch zicht.
Er zijn vele add-ons te downloaden, waaronder een pakket Nederlandse treinen.